# 本森山 (埃爾斯沃思地)
78°36′23″S 84°31′51″W / 78.60639°S 84.53083°W

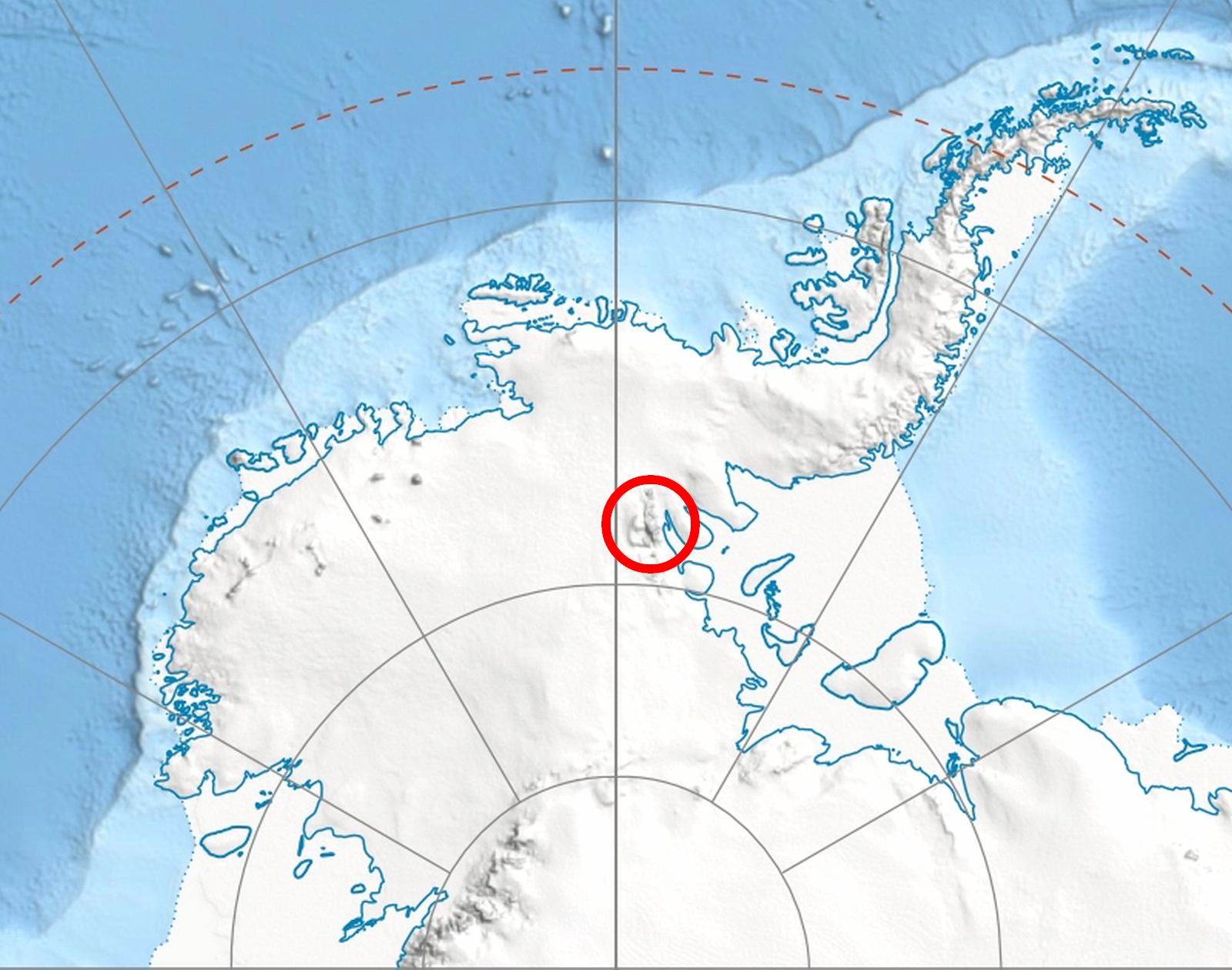

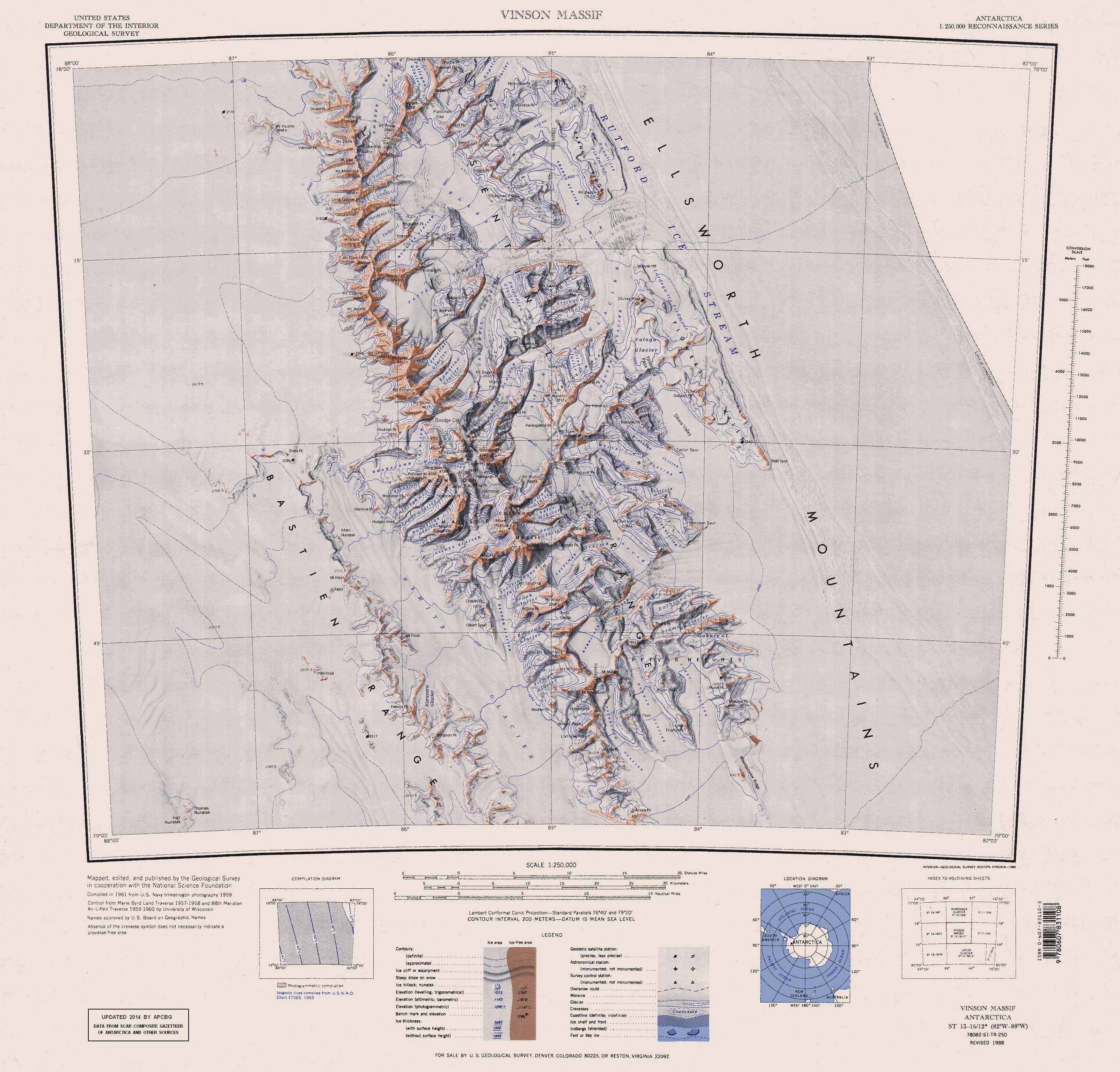

本森山是南極洲的山峰，位於埃爾斯沃思地，屬於埃爾斯沃思山脈中森蒂納爾嶺的一部分，處於奧斯本山以東4.6英里，海拔高度2,270米，美國地質調查局根據測量和該國海軍的空中照片繪入地圖。

## 外部連結
- SCAR Composite Antarctic Gazetteer（页面存档备份，存于）.